# Orquesta La 33
La-33 es una orquesta colombiana de salsa fundada en la ciudad de Bogotá en 2001 por los hermanos Santiago y Sergio Mejía. El nombre de la agrupación fue tomado de la Calle 33 en Teusaquillo, una de las localidades del Distrito Capital de Bogotá, donde la orquesta realizaba sus primeros ensayos.

## Historia
La orquesta interpreta salsa con influencias de géneros como el mambo, el jazz y el pasodoble. Los miembros de la agrupación ahorraron dinero de las presentaciones en bares y clubes nocturnos de Bogotá para lanzar su primer álbum en 2004. Tres años después publicaron su segundo trabajo, denominado Gózalo, seguido de Ten cuidado de 2009 y Tumbando por ahí de 2013.
En 2016 la orquesta lanzó su quinto álbum titulado Caliente, celebrando quince años de actividad. En 2019 la agrupación presentó su nueva producción musical, titulada Si tú quieres salsa. La-33 se ha presentado en eventos internacionales, entre los que destacan el Sziget Festival de Budapest y la Feria de Cali, entre otros.

## Miembros
- Sergio Mejía (voz y bajo eléctrico).
- Santiago Mejía (teclado).
- Guillermo Celis (voz).
- David Cantillo (voz).
- Edison Velásquez (voz y flauta).
- Alejandro Pérez (congas).
- Juan David Fernández (timbal).
- Diego Sánchez (bongó).
- Vladimir Romero (trombón).
- José Miguel Vega (trombón).
- Adalber Gaviria (saxofón).
- Roland Nieto (trompeta).
- Javier Galavis (ingeniero de sonido).
- Ray Fuquén (productor de campo)

## Discografía
- 2004 - La 33
- 2007 - Gózalo
- 2009 - Ten cuidado
- 2013 - Tumbando por ahí
- 2016 - Caliente
- 2019 - Si tú quieres salsa